# Ameerega pongoensis
Espèce
Synonymes
- Epipedobates pongoensis Schulte, 1999

Statut de conservation UICN

 VU B1ab(iii,v) : Vulnérable
Statut CITES
Ameerega pongoensis est une espèce d'amphibiens de la famille des Dendrobatidae.

## Répartition
Cette espèce est endémique de la province de San Martín dans la région de San Martín au Pérou. Elle n'est connue que dans sa localité type, Pongo de Aguirre près de Tarapoto, à environ 220 m d'altitude.

## Étymologie
Son nom d'espèce, composé de pongo et du suffixe latin -ensis, « qui vit dans, qui habite », lui a été donné en référence au lieu de sa découverte.

## Publication originale
- Schulte, 1999 : Pfeilgiftfrösche Artenteil Peru. Nikola Verlag, Stuttgart p. 1-292.